# Α炭素

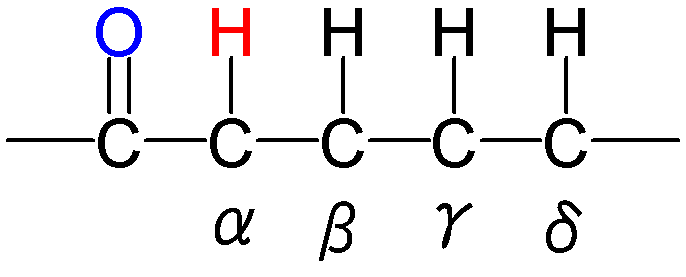
カルボニル化合物のα炭素、β炭素、・・・の位置関係。

α炭素（アルファたんそ、英: alpha carbon）は、官能基と隣接した1番目の炭素のことを指す。その隣の2番目のものはβ炭素と呼ぶ。また、この命名法は炭素に結合した水素原子にも適用される。α炭素に結合した水素原子はα水素と呼ばれ、β炭素に結合したそれはβ水素と呼ばれる。
この命名法はIUPAC命名法には従っていない（炭素はギリシア文字ではなく番号で特定する）。しかし、カルボニルなどの官能基に結合する炭素の相対的位置を識別するのに便利であるため依然として使用されている。代表的な例としては、カルボキシ基のα炭素にアミノ基が結合したアミノ酸のことをα-アミノ酸と呼ぶ事が挙げられる。